# Reyður
Reyður är en kulle i republiken Island. Den ligger i regionen Norðurland eystra, 300 km nordost om huvudstaden Reykjavík. Toppen på Reyður är 503 meter över havet, eller 114 meter över den omgivande terrängen. Bredden vid basen är 19,8 km.
Trakten runt Reyður är nära nog obefolkad, med mindre än två invånare per kvadratkilometer. Det finns inga samhällen i närheten. Trakten runt Reyður är ofruktbar med lite eller ingen växtlighet.